# لیلا دختر ابی مره
لیلی بنت ابی مرّه بن عروه بن مسعود ثقفی (به عربی: ليلي بنت ابي مرّه بن عروه بن مسعود ثقفي) که در بین فارسی زبانان معروف به لیلا یا ام لیلا است؛ همسر حسین بن علی و مادر علی اکبر است. در حضور او روز عاشورا در کربلا اختلافاتی وجود دارد. محل دفن او در قبرستان بقیع در شهر مدینه در کنار ام‌البنین (مادر عباس بن علی) است.

## اصل و نسب
پدرش ابی‌مره بن عروه بن مسعود ثقفی بود مادر لیلی میمونه دختر ابوسفیان و مادر میمونه دختر أبی العاص بن أمیة بوده است.بنابراین لیلا از طرف مادر به بنی امیه می رسد.

ابوسفیان (از مشرکان مکه) پدربزرگ لیلا بود و همچنین معاویه دایی لیلا بود. از این طریق ، ام حبیبه همسر پیامبر، خاله لیلا بود.